# Modest Koniar
Modest Mavrikievici Koniar (în rusă Модест Маврикиевич Кониар) a fost un om de stat rus și guvernator al Basarabiei între anii 1881 – 1883.